# رستم‌آباد (رامهرمز)
رستم‌آباد، مرکز دهستان رستم‌آباد و روستایی از توابع بخش سلطان‌آباد شهرستان رامهرمز در استان خوزستان ایران است

## جمعیت
این روستا در دهستان رستم‌آباد قرار دارد و براساس سرشماری عمومی نفوس و مسکن در سال ۱۳۹۵، جمعیت آن برابر با ۷۰۶ نفر (۲۱۰ خانوار) بوده‌است.